# Jamaicai trupiál
A jamaicai trupiál (Icterus leucopteryx) a madarak osztályának verébalakúak (Passeriformes) rendjébe, azon belül a csirögefélék (Icteridae) családjába tartozó faj.

## Rendszerezése
A fajt Johann Georg Wagler német ornitológus írta le 1827-ben, a Psarocolius nembe Psarocolius leucopteryx  néven, innen helyezték jelenlegi helyére.

## Alfajai
- Icterus leucopteryx bairdi Cory, 1886 - Nagy-Kajmán szigetén élt a Kajmán-szigetek közül. Utoljára 1967-ben látták, mára nagy valószínűséggel kihalt.
- Icterus leucopteryx lawrencii Cory, 1887 - San Andrés szigetén él, mely Kolumbia karib-tengeri birtoka.
- Icterus leucopteryx leucopteryx (Wagler, 1827)[2] - ez az alfaj él Jamaica szigetén.

## Előfordulása
Jamaica, a Kajmán-szigetek és Kolumbia területén honos. Természetes élőhelyei a szubtrópusi és trópusi síkvidéki és hegyi esőerdők, valamint mangroveerdők, ültetvények és vidéki kertek. Állandó, nem vonuló faj.

## Megjelenése
Testhossza 21 centiméter, testtömege 34-42 gramm.

## Életmódja
Ízeltlábúakkal, kisebb gerinctelenekkel, gyümölcsökkel és nektárral táplálkozik.

## Természetvédelmi helyzete
Az elterjedési területe nem nagy, egyedszáma viszont stabil. A Természetvédelmi Világszövetség Vörös listáján nem fenyegetett fajként szerepel.